# USS LST-711
O USS LST-711 foi um navio de guerra norte-americano da classe LST que operou durante a Segunda Guerra Mundial.